# Rafique Alam
Rafique Alam (1929 – 2011) populært kendt som Alam Saheb, var en indisk politiker som har været aktiv i politik i seks årtier og begyndte og har været medlem af Indian National Congress siden begyndelsen af hans politiske karriere i 1960'erne og har engang været EU-udenrigsminister i Indien.